# SP-345
A SP-345 é uma rodovia transversal do estado de São Paulo, administrada pelo Departamento de Estradas de Rodagem do Estado de São Paulo (DER-SP) e pela concessionária ViaPaulista.

## Denominações
Recebe as seguintes denominações em seu trajeto:
Nome:	Ronan Rocha, Engenheiro, Rodovia
- De - até:	Divisa Minas Gerais - Itirapuã - Franca
- Legislação: LEI 1.045 DE 09/09/76

Nome:	Fábio Talarico, Prefeito, Rodovia
- De - até:	Franca - SP-330 - Ipuã - SP-425 (Porto J. Justino)
- Legislação:	LEI 5.838 DE 21/10/87

## Descrição
Principais pontos de passagem: Divisa MG - Franca - SP 330 - Ipuã - SP 425 (Porto J. Justino)

## Características

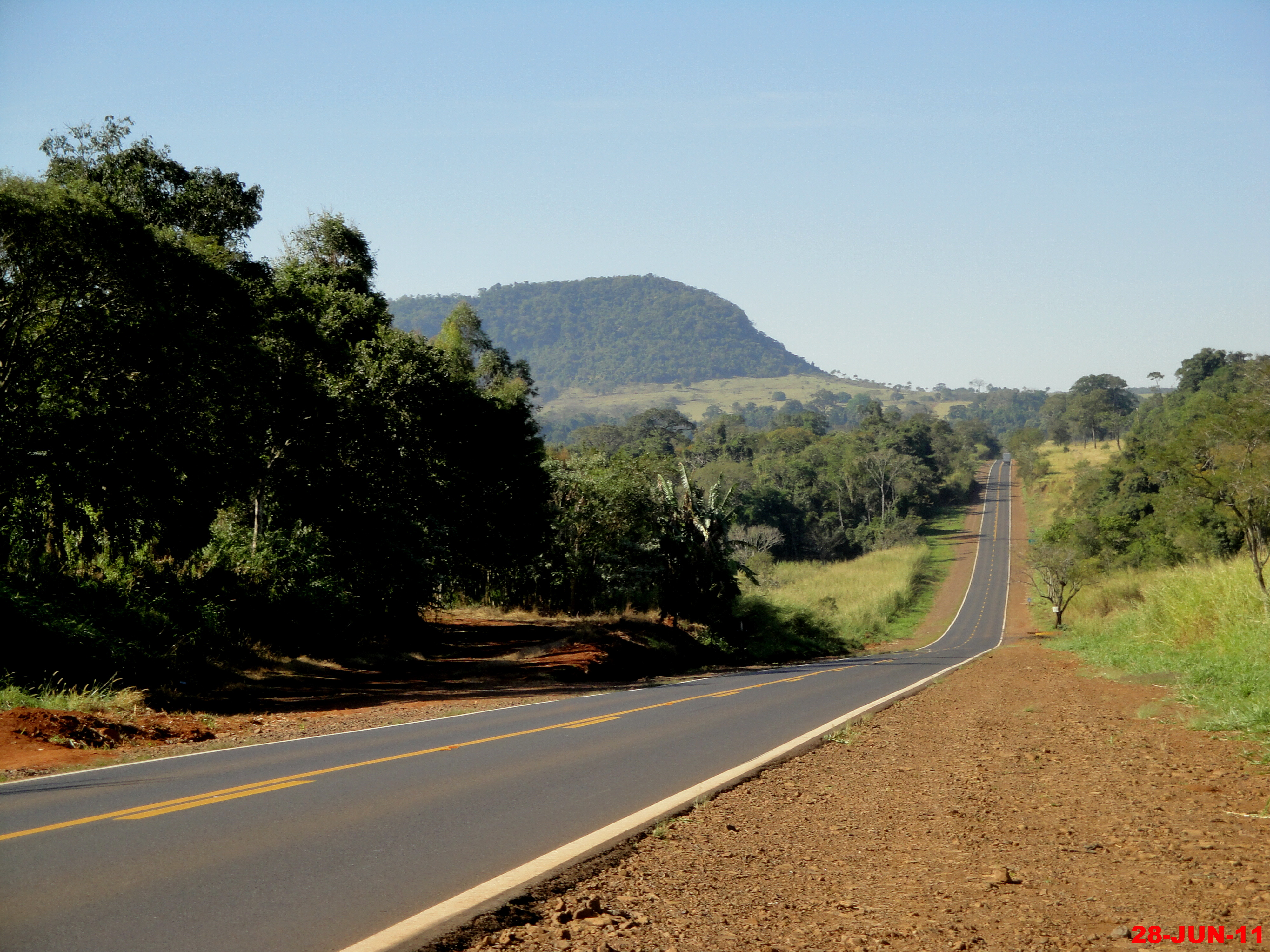
Trecho da SP-345 em Itirapuã.

### Extensão
- Km Inicial: 0,000
- Km Final: 148,020

### Localidades atendidas
- Itirapuã
- Patrocínio Paulista
- Franca
- São José da Bela Vista
- Guará
- São Joaquim da Barra
- Ipuã
- Guaíra